# 盘龙街道 (确山县)
盘龙街道是中华人民共和国河南省驻马店市确山县下辖的一个街道办事处。

## 行政区划
盘龙街道下辖以下村级行政区划单位：
新生街社区、西郊社区、北关社区、生产街社区、官庄社区、东郊社区和和平街社区。